# Litijev hidroksid
Litijev hidroksid je tvar koja nastaje reakcijom litija s vodom, a stabilan kemijski oblik na sobnoj temperaturi netopljivi je monohidrat. Gubi kristalnu vodu i stvara anhidrid LiOH zagrijavanjem iznad 150 °C, a zatim se tali na 462 °C, što je više od temperature taljenja NaOH ili KOH. Samo se LiOH razgrađuje na oksid (Li2O) i H2O daljnjim zagrijavanjem, za razliku od ostalih alkalnih hidroksida. Ukupna kemijska svojstva LiOH relativno su blaga i donekle sličnija zemnoalkalijskim hidroksidima nego drugim alkalnim hidroksidima. Spoj snažno apsorbira CO2 iz zraka. 

## Zdravstvene opasnosti
Udisanje, gutanje ili dodir kože s materijalom može uzrokovati teške ozljede. Treba izbjegavati kontakt s kožom. Učinci kontakta ili udisanja mogu biti odgođeni. Vatra može proizvesti iritantne, korozivne i otrovne plinove. Otjecanje iz vode za kontrolu požara ili vode za razrjeđivanje može biti korozivno i otrovno.

## Uporaba
Jedan gram litijeva hidroksida može apsorbirati 450 ml ugljičnog dioksida pa se koristi za posade u svemirskim letjelicama. Formula kemijske reakcije jest 2LiOH+CO2→Li2CO3+H2O. 
Litijev hidroksid upotrebljava se za proizvodnju različitih litijevih spojeva i litijevih soli i masti na bazi litija. Koristi se kao katalizatori, razvijač fotografija, sredstvo za razvijanje za spektralnu analizu, aditiv u alkalnim baterijama. Kao dodatak elektrolitu za alkalne baterije litijev hidroksid može povećati električni kapacitet za 15 % i udvostručiti trajanje baterije.